# Basketbol'nyj klub Avtodor
Il B.K. Avtodor Saratov è una società cestistica avente sede nella città di Saratov, in Russia. Fondata nel 1960, gioca nella VTB.

## Roster 2021-2022
Aggiornato al 3 dicembre 2021.
|    | Naz.                                       | Ruolo | Sportivo             | Anno | Alt. | Peso |  |
| -- | ------------------------------------------ | ----- | -------------------- | ---- | ---- | ---- |  |
| 0  | Stati Uniti (bandiera)                     | AG    | D.J. Funderburk      | 1997 | 208  | 102  |  |
| 1  | Russia (bandiera)                          | G     | Vitalijus Pranauskis | 2002 | 194  | 78   |  |
| 4  | Croazia (bandiera)                         | AG    | Željko Šakić         | 1988 | 204  | 105  |  |
| 5  | Canada (bandiera)                          | P     | Kenny Chery          | 1992 | 180  | 82   |  |
| 9  | Russia (bandiera)                          | G     | Aleksandr Petenev    | 2000 | 197  | 92   |  |
| 14 | Ucraina (bandiera) · Russia (bandiera)     | C     | Evgenij Minčenko     | 1994 | 215  | 115  |  |
| 16 | Russia (bandiera)                          | AP    | Anton Kvitkovskich   | 2000 | 200  | 98   |  |
| 23 | Canada (bandiera) · Regno Unito (bandiera) | PG    | Philip Scrubb        | 1992 | 194  | 84   |  |
| 24 | Russia (bandiera)                          | G     | Evgenij Kolesnikov   | 1985 | 195  | 93   |  |
| 30 | Russia (bandiera)                          | P     | Pavel Sergeev        | 1987 | 185  | 90   |  |
| 34 | Stati Uniti (bandiera)                     | AG    | Grant Jerrett        | 1993 | 208  | 105  |  |
| 79 | Russia (bandiera)                          | P     | Aleksandr Gavrilov   | 1996 | 195  | 91   |  |
| 92 | Stati Uniti (bandiera)                     | GA    | Jaron Johnson        | 1992 | 198  | 93   |  |

### Staff tecnico
| Allenatore: | Emil Rajković                         |
| Assistenti: | Vladislav Konovalov, Marko Veličković |

## Palmarès
- Superliga 1: 1

2013-2014

## Cestisti
- Michael Carrera 2016-2017